# Proapteryx micromeros
Proapteryx micromeros è un uccello estinto, appartenente agli apterigiformi. Visse nel Miocene inferiore (circa 19 - 15 milioni di anni fa) e i suoi resti fossili sono stati ritrovati in Nuova Zelanda.

## Descrizione
Questo animale doveva essere molto più piccolo di un kiwi attuale, e probabilmente pesava circa 235 - 375 grammi; il più piccolo kiwi vivente, Apteryx owenii, pesa almeno 800 grammi. Il processo otico particolarmente gracile potrebbe indicare la presenza di un becco più corto rispetto a quello delle forme attuali di kiwi. Le zampe di Proapteryx erano molto snelle, più simili (in termini di proporzioni) a quelle di alcuni uccelli volatori come il rallo fasciato (Gallirallus philippensis) che a quelle dei kiwi. Si suppone che fosse in grado di volare, o tutt'al più che si fosse evoluto da poco da antenati volatori.

## Classificazione
Proapteryx micromeros è stato descritto per la prima volta nel 2013, sulla base di resti fossili ritrovati nella zona di Saint Bathans (Otago, Nuova Zelanda). È considerato il più antico rappresentante noto degli apterigiformi, attualmente rappresentati dai soli kiwi neozelandesi.

## Significato dei fossili
La mancanza di specializzazioni per uno stile di vita terrestre e inetto al volo supporta l'ipotesi che gli antenati dei kiwi attuali siano volati in Nuova Zelanda dall'Australia nel corso del Miocene, ben dopo che i moa sviluppassero le forme moderne (fossili di moa già inetti al volo e di grandi dimensioni sono anch'essi conosciuti nei terreni di Saint Bathans). Ciò confermerebbe le analisi genetiche e morfologiche che mostrano come moa e kiwi siano arrivati in Nuova Zelanda indipendentemente, e che non sono due cladi strettamente imparentati; sembra che i moa formino un clade con i tinami, mentre i kiwi siano più vicini ai ratiti australiani (casuari ed emu) (Phillips et al., 2010).
I kiwi sembrerebbero essere i sister taxa degli uccelli elefante (Aepyornithidae) del Madagascar. Proapteryx stabilisce l'esistenza di paleognati australiani volatori almeno nel Miocene inferiore, e indica che i ratiti del Madagascar potrebbero aver volato attraverso l'Oceano Indiano all'incirca nello stesso periodo (Mitchell et al., 2014).